# Gethlingen
Gethlingen ist ein Ortsteil der Gemeinde Hohenberg-Krusemark im Landkreis Stendal, Sachsen-Anhalt.

## Geographie
Gethlingen, ein kleines altmärkische Straßendorf mit Kirche, liegt etwa 5 Kilometer nordwestlich von Hohenberg-Krusemark und 10 Kilometer südöstlich von Osterburg (Altmark) am Balsamgraben. Nördlich des Dorfes vereinigen sich Balsamgraben und Hufergraben zur Cositte.

## Geschichte

### Mittelalter bis Neuzeit
Im Jahre 1254 wurde das Dorf Gethlingen als ville Getling erstmals erwähnt, als die Markgrafen Johannes und Otto von Brandenburg einen Teil des Dorfes Scudicz (wohl das heutige Schkeuditz) mit dem Dompropst Albert von Magdeburg tauschten. Somit kam das Dorf vom Erzstift Magdeburg in die Landeshoheit der Mark Brandenburg. 1334 hieß es in villa dicta Getlingen. Im Landbuch der Mark Brandenburg von 1375 wird der Ort als Gottinge und Gethlinghe aufgeführt. Weitere Nennungen sind 1422 to Ghetlynghe, 1542 Getling und 1687 Geitling. 1804 war Gethlingen ein Dorf mit zwei Gütern.
Bei der Bodenreform wurden 1945 ermittelt: zwei Besitzungen über 100 Hektar hatten zusammen 327 Hektar, drei Besitzungen unter 100 Hektar hatten zusammen 81 Hektar. Es wurden die beiden Rittergüter mit zusammen 328,2 Hektar Landfläche enteignet. Im Jahre 1948 hatten aus der Bodenreform 36 Vollsiedler jeder über 5 Hektar und 4 Kleinsiedler jeder unter 5 Hektar Land erwerben können. Im Jahre 1953 entstand die erste Landwirtschaftliche Produktionsgenossenschaft vom Typ III, die LPG „Freiheit“.

### Eingemeindungen
Ursprünglich gehörten Dorf und Güter zum Arneburgischen Kreis der Mark Brandenburg in der Altmark. Zwischen 1807 und 1813 lagen sie im Kanton Arneburg auf dem Territorium des napoleonischen Königreichs Westphalen. Nach weiteren Änderungen gehörten Güter und Gemeinde ab 1816 zum Kreis Osterburg, dem späteren Landkreis Osterburg.
Am 30. September 1928 wurden der Gutsbezirk Gethlingen I und Gethlingen II mit der Landgemeinde Gethlingen vereinigt. Am 25. Juli 1952 wurde die Gemeinde Gethlingen aus dem Landkreis Osterburg in den Kreis Osterburg umgegliedert. Am 1. Januar 1973 wurde Gethlingen in die Gemeinde Hindenburg eingemeindet. Mit der Eingemeindung von Hindenburg nach Hohenberg-Krusemark am 31. Dezember 2008 kam der Ortsteil Gethlingen auch zur neuen Gemeinde Hohenberg-Krusemark, die einen Tag später, am 1. Januar 2009 durch die Zusammenlegung mit Altenzaun entstanden war.

### Einwohnerentwicklung

#### Dorf / Landgemeinde / Gemeinde / Ortsteil
| Jahr | Einwohner |
| ---- | --------- |
| 1734 | 27        |
| 1772 | 25        |
| 1790 | 79        |
| 1798 | 26        |
| 1801 | 82        |
| 1818 | 81        |
| 1840 | 80        |
| 1864 | 28        |

| Jahr | Einwohner |
| ---- | --------- |
| 1871 | 028       |
| 1885 | 033       |
| 1892 | [00]085   |
| 1895 | 021       |
| 1900 | [00]132   |
| 1905 | 024       |
| 1910 | [00]188   |
| 1925 | 182       |

| Jahr | Einwohner |
| ---- | --------- |
| 1939 | 146       |
| 1946 | 260       |
| 1964 | 152       |
| 1971 | 110       |
| 2014 | [00]025   |
| 2015 | [00]024   |
| 2017 | [00]028   |
| 2018 | [00]026   |

| Jahr | Einwohner |
| ---- | --------- |
| 2020 | [00]28    |
| 2021 | [00]29    |
| 2022 | [0]28     |
| 2023 | [0]28     |

#### Rittergüter / Gutsbezirke
| Jahr | Rittergut/Gut I | Rittergut/Gut II |
| ---- | --------------- | ---------------- |
| 1798 | 30              | 17               |
| 1864 | 38              | 23               |
| 1871 | 34              | 19               |
| 1885 | 22              | 27               |
| 1895 | 35              | 37               |
| 1905 | 73              | 72               |

Quelle bis 1971, wenn nicht angegeben:

## Religion
- Die evangelische Kirchengemeinde Gethlingen, die früher zur Pfarrei Hindenburg in der Provinz Sachsen gehörte,[16] ist seit 1983 Teil des Kirchspiels Walsleben. Sie wurde 1997 in Kirchengemeinde Hindenburg eingegliedert und gehört damit heute zum Pfarrbereich Königsmark im Kirchenkreis Stendal im Bischofssprengel Magdeburg der Evangelischen Kirche in Mitteldeutschland.[17]
- Die ältesten überlieferten Kirchenbücher für Gethlingen stammen aus dem Jahre 1889, ältere Angaben sind bei Hindenburg zu finden.[18]
- Die katholischen Christen gehören zur Pfarrei St. Anna in Stendal im Dekanat Stendal im Bistum Magdeburg.[19]

## Politik
Gethlingen ist seit dem Jahre 2019 durch eine parteilose Einzelbewerberin im Gemeinderat von Hohenberg-Krusemark vertreten.

## Kultur und Sehenswürdigkeiten
- Die evangelische Dorfkirche Gethlingen ist ein verputzter Fachwerkbau aus dem 17. Jahrhundert. Über ihrem Westteil erhebt sich ein schiefergedeckter kleiner Dachturm. Sie ist eine Nebenkirche der Kirche in Hindenburg.[22] Sie wurde anstelle einer alten spätromanischen Kapelle erbaut.[23]
- Der Ortsfriedhof befindet sich auf dem Kirchhof.
- Das Rittergut I und das Rittergut II stehen unter Denkmalschutz.
- In Gethlingen steht ein Denkmal für die Gefallenen des Ersten Weltkrieges, ein Feldsteintorbogen mit Widmungsinschrift aus großen Metallbuchstaben und übergroßem Schwert.[24]

## Verkehr
- Im Jahre 2014 wurde die Ortsumfahrung der Landesstraße L 14 fertiggestellt.[25] Passend zur bestehenden Allee auf der Landesstraße wurden im Jahre 2016 an der Umgehungsstraße „63 straßenbegleitende Winterlinden“ gepflanzt.[26]
- Es verkehren Linienbusse und Rufbusse von stendalbus.[27]